# わたなべ生鮮館
株式会社わたなべ生鮮館（わたなべせいせんかん）とは、岡山県岡山市を中心にチェーン展開する食品スーパーマーケットである。

## 概要
鮮魚店（株式会社　渡辺鮮魚）が発祥で、以前は中鉄ストア（解散、中鉄バスのグループ会社）等のスーパーマーケットの鮮魚売り場に入っていた。福富店や庭瀬店等の店外看板に｢生鮮館わたなべ｣と表示されている店舗もある。
なお、2008年12月に岡山県津山市に本部がある食品スーパーマルイと業務資本提携し、現在は同社の完全子会社となっている。そのため、マルイの道路と敷地境目付近の大型看板にはテナントとして渡辺鮮魚店と記載しているマルイの店舗も存在している。（マルイの魚売り場が渡辺鮮魚店の運営になっているだけで鮮魚専門店のテナントとして入居していない）
マルイ子会社化と同時にCGCグループにも加盟した（マルイが加盟店のため）。
2016年に親会社のマルイが東久ストアからの事業譲渡を受けたため、その運営店舗を引き継ぐ事となった。これに該当する店舗は「東久わたなべ生鮮館」として営業している。

## 店舗一覧
※2022年1月現在
スーパーマーケット
- 泉田店 - 岡山市南区泉田
- 柳川いちば - 岡山市北区中山下（旧ダイエー柳川店→トポス柳川店→柳川いちばとして1階の半分程度のみを使用→その後ビル解体に伴いはるやま商事所有の近隣ビルに移転）
- 福富いちば - 岡山市南区福富東
- 庭瀬店 - 岡山市北区平野（旧中鉄ストア庭瀬店）中鉄ストアが閉店した直後は広島県が本社のフレスタの店舗になり、フレスタ撤退後にわたなべ生鮮館になった。
- 妹尾店 - 岡山市南区妹尾（2022年1月末をもって閉店予定）
- 城東店 - 岡山市東区中尾
- 下中野店 - 岡山市北区下中野
- 玉野店 - 玉野市田井
- 高松店 - 岡山市北区門前（旧ウエルマート→マックスバリュに店名変更→わたなべ生鮮館）
- ニューこうなん店（惣菜部門） - 岡山市南区築港栄町

瀬戸内インター店 - 瀬戸内市邑久町
東久わたなべ生鮮館(東久ストアが経営していた店舗を引き継いだもの)
- 菰池店
- 上の町店
- 宇野店
- 柳田店

泉田店、庭瀬店、妹尾店、玉野店、高松店にはテナントの店舗が入居している。ほとんどの店舗では、入口の風除室付近で、いろいろな業者が期間限定の出張販売を行っている。柳川いちば以外の駐車場がある店舗では、駐車場内に焼鳥屋などの屋台（祭りに出店しているような屋台の店がほとんどでキッチンカーは見かけないほどに少ない）が来店して営業することがある。
柳川いちばのみ広告掲載商品は、日替わり商品のみ販売しております。とチラシに記載してある。